# Joan IV d'Ocrida
Adrià Comnè, en grec medieval Ἀδριανός Κομνηνός, nascut cap al 1088 i mort el 1163 o 1164, va ser un príncep de l'Imperi Romà d'Orient, membre de la dinastia dels Comnens, que es va fer monjo i va arribar al càrrec d'arquebisbe d'Ocrida amb el nom de Joan IV d'Ocrida (Ἰωάννης Δ΄) des de l'any 1139 o 1142 fins a la seva mort, en algun moment del 1163 o 1164.
Es coneixen pocs detalls de la seva vida. Era nebot de l'emperador Aleix I Comnè, i va rebre una bona formació cultural i militar. Va ser governador de la província de Càldia, on es va distingir pel seu bon govern, almenys segons un text conservat escrit en honor seu. Estava casat i tenia almenys dues filles, però se'n sap poc d'elles i de la seva descendència. Al final es va fer monjo, amb el nom de Joan. Entre els anys 1136 i 1138 va acompanyar el seu cosí Joan II Comnè en les seves campanyes i va pelegrinar a Terra Santa. Cap al 1142 o 1143, havia estat nomenat arquebisbe d'Ocrida, càrrec que va mantenir fins a la seva mort el 1163/1164. Va ser el primer ocupant d'aquell càrrec, i va utilitzar el títol d'arquebisbe de «Justiniana Prima i tot Bulgària» (cap de l'Archiodioecesis Iustinianensis Prima), que després es va convertir en el nom de la seu.

## Biografia
Adrià Comnè va néixer aproximadament l'any 1088. Era el sisè fill del sebastocràtor Isaac Comnè, germà de l'emperador Aleix I Comnè, que va regnar del 1081 al 1118, i de la seva dona, Irene d'Alània. La seva vida i carrera són conegudes principalment per un encomium (ἐγκώμιον) del retòric Nicèfor Basilakes. Va rebre una àmplia educació i formació en temes militars, com ara equitació, ús de la javelina i tir amb arc.
El seu oncle el va elevar al rang de sebast i el va nomenar governador militar (Dux) de Càldia al nord-est d'Àsia Menor. Adrià Comnè es va distingir en el càrrec, segons Basilakes, per la seva honestedat i incorruptibilitat, falta d'ostentació i la seva disposició sàvia i compassiva cap als habitants de la província, protegint-los de l'habitual rapacitat dels funcionaris fiscals imperials.

## Monjo i Arquebisbe
Una mica abans del mes d'octubre de 1136, després de consultar-ho amb la seva dona, es va fer monjo, prenent el nom monàstic de Joan però conservant el seu rang de sebast. El 1137, va acompanyar el seu cosí Joan II Comnè en la seva campanya a Cilícia i a Síria. Després de participar en l'entrada triomfal de Joan II a Antioquia de l'Orontes, va continuar cap al sud i va fer un pelegrinatge a Jerusalem i Terra Santa, abans de reincorporar-se a l'exèrcit imperial en el seu viatge de retorn a Constantinoble el maig de 1138.
Poc després del 1139, va ser elegit i consagrat arquebisbe d'Ocrida. Va assistir com a jutge als sínodes imperials que van condemnar dos bisbes per la seva acceptació del Bogomilisme a l'agost i l'octubre de 1143, i això proporciona un terminus ante quem, però la data del seu nomenament pot ser anterior, ja que es coneix una carta que va rebre del filòsof Miquel Itàlic al Nadal de 1142, on l'elogia i destaca la seva generositat i clemència. Va assistir a un sínode el gener de 1156 i al Concili celebrat al Palau de Blaquernes el maig de 1157, que va condemnar el recentment elegit Patriarca d'Antioquia Sotèric Panteugenos, i als retòrics Miquel de Tessalònica i Nicèfor Basilakes. Aquesta és la darrera referència a Adrià Comnè a les fonts romanes d'Orient.